# Eric Nenninger
Eric Nenniger (ur. 19 listopada 1978 w Saint Louis w stanie Missouri, USA) – amerykański aktor filmowy i telewizyjny.
Wystąpił w lubianych przez widownię serialach telewizyjnych, jak Ostry dyżur, Z Archiwum X, Zwariowany świat Malcolma, CSI: Kryminalne zagadki Las Vegas oraz JAG – Wojskowe Biuro Śledcze, a także w popularnym horrorze Smakosz 2 (2003).
Mąż Angel Parker.